# Leichtathletik-Weltmeisterschaften 1993/Teilnehmer (Namibia)
| Gelbes Symbol für Goldmedaillen mit stilisierten Olympischen Ringen | Graues Symbol für Silbermedaillen mit stilisierten Olympischen Ringen | Braundes Symbol für Bronzemedaillen mit stilisierten Olympischen Ringen |
| ------------------------------------------------------------------- | --------------------------------------------------------------------- | ----------------------------------------------------------------------- |
| 1                                                                   | 1                                                                     | —                                                                       |

Der Leichtathletikverband von Namibia hat an den Leichtathletik-Weltmeisterschaften 1993 in Stuttgart mit drei Athleten teilgenommen und gewann zwei Medaillen. 

## Medaillengewinner
| Medaille | Athlet           | Disziplin |
| -------- | ---------------- | --------- |
| Gold     | Frank Fredericks | 200 m     |
| Silber   | Luketz Swartbooi | Marathon  |

## Teilnehmer

### Frauen

#### Sprungdisziplinen
| Athletin    | Disziplin  | Vorlauf | Vorlauf | Halbfinale | Halbfinale | Finale | Finale |
| Athletin    | Disziplin  | Höhe    | Platz   | Höhe       | Platz      | Höhe   | Platz  |
| ----------- | ---------- | ------- | ------- | ---------- | ---------- | ------ | ------ |
| Orla Venter | Hochsprung | 1,75 m  | 18      | DNQ        | DNQ        | DNQ    | DNQ    |

### Männer

#### Laufdisziplinen
| Athletin         | Disziplin | Vorlauf | Vorlauf | Viertelfinale | Viertelfinale | Halbfinale | Halbfinale | Finale    | Finale |
| Athletin         | Disziplin | Zeit    | Platz   | Zeit          | Platz         | Zeit       | Platz      | Zeit      | Platz  |
| ---------------- | --------- | ------- | ------- | ------------- | ------------- | ---------- | ---------- | --------- | ------ |
| Frank Fredericks | 100 m     | 10,32 s | 1       | 10,06 s       | 2             | 10,05 s    | 4          | 10,03 s   | 6      |
| Frank Fredericks | 200 m     | 20,65 s | 2       | 20,24 s       | 1             | 20,11 s    | 2          | 19,85 s   | Gold   |
| Luketz Swartbooi | Marathon  | –       | –       | –             | –             | –          | –          | 2:14:11 h | Silber |